# Iwate Prefecture Public Skate Rink
De Iwate Prefecture Public Skate Rink (岩手県県営スケート場) is een ijsbaan in Morioka in de prefectuur 	Iwate in het noorden van Japan. De openlucht-kunstijsbaan is geopend in 1972 en ligt op 150 meter boven zeeniveau.

## Nationale kampioenschappen
- 1974 - JK allround
- 1977 - JK allround
- 1982 - JK allround
- 1983 - JK allround
- 1993 - JK allround
- 2008 - JK allround
- 2011 - JK sprint